# Pratinus terae
Pratinus terae är en mångfotingart som beskrevs av Jeekel 1964. Pratinus terae ingår i släktet Pratinus och familjen orangeridubbelfotingar. Inga underarter finns listade i Catalogue of Life.